# Вербрюгген, Хендрик Франс
Хендрик Франс Вербрюгген (нидерл. Hendrik Frans Verbrugghen, Verbruggen; 30 апреля 1654, Антверпен — 12 декабря 1724, Антверпен) — фламандский рисовальщик, скульптор и резчик по дереву. Известен барочной резьбой в интерьерах храмов и церковной мебели.

## Биография
Хендрик родился в семье потомственных скульпторов по камню и дереву, из которой в XVII и XVIII веках вышло несколько выдающихся мастеров, в основном работавших в Антверпене. Его отец, скульптор Питер Вербрюгген Первый, был одним из главных представителей скульптуры эпохи фламандского барокко. Он был учеником Эразма Квеллинуса Первого, который сам был основателем выдающейся семьи художников.
Отец женился на дочери своего учителя Эразма Квеллинуса. От этого брака родились Хендрик Франс Вербрюгген и Питер Вербрюгген Второй, который также стал скульптором и работал в мастерской отца.
Хендрик Франс Вербрюгген обучался у отца и начинал как рисовальщик. Нельзя исключать, что, как и его брат Питер, он совершил поездку в Италию, но эта поездка не была задокументирована.
Тем не менее, очевидно влияние на его творчество итальянского скульптора Джанлоренцо Бернини. Вербрюгген черпал вдохновение также из рисунков по произведениям Бернини и античных скульптур, которые его брат делал в Риме.
В 1682 году Хендрик Франс Вербрюгген стал мастером-скульптором в антверпенской Гильдии Святого Луки. В том же году он женился на Сюзанне Верхюльст. В 1689 году он стал деканом гильдии.
Хендрик Франс Вербрюгген работал в период барокко, когда католическая церковь была главным заказчиком художников Южных Нидерландов. Поэтому он работал в основном над религиозными заказами и стал одним из ведущих скульпторов церковной мебели и кафедр (пульпитов) позднего барокко с горельефным декором и полномерной скульптурой. Хендрик Франс Вербрюгген был одним из основателей так называемых «натуралистических кафедр». Они выглядят как единая грандиозная скульптура, в которой конструктивная форма исчезает за обилием объёмных изображений. Примерами являются кафедра в церкви Святого Августина в Антверпене и кафедра, спроектированная для церкви Святого Михаила в Лёвене (ныне в соборе Брюсселя).
В 1684 году он создал два боковых алтаря, вырезанных из липы для капеллы церкви Богоматери Доброй Воли в Дюффеле. Благодаря этой работе он ввёл в скульптуру Фландрии новый мотив, заимствованный из произведений Бернини, состоящий из овальной картины, поддерживаемой двумя летящими ангелами. Его алтарные ограждения для церкви Св. Вальбурги в Брюгге 1695 года являются ярким примером стиля фламандского барокко. Благодаря виртуозной обработке мрамора они кажутся вылепленными из воска.
Кафедра церкви Святых Петра и Павла в Мехелене, датируемая 1700 годом, аллегорически представляет четыре континента, в образе фигур восседающих на земном шаре в сопровождении символических животных. Они несут кадку, на которой высечены атрибуты евангелистов и четыре медальона с образами святых ордена иезуитов. Два ангела, трубящие в трубы, поддерживают скрижаль Святого Духа. Дидактическая тема очевидна: вера распространяется по всему миру благодаря иезуитам, вдохновлённым Святым Духом.

## Галерея

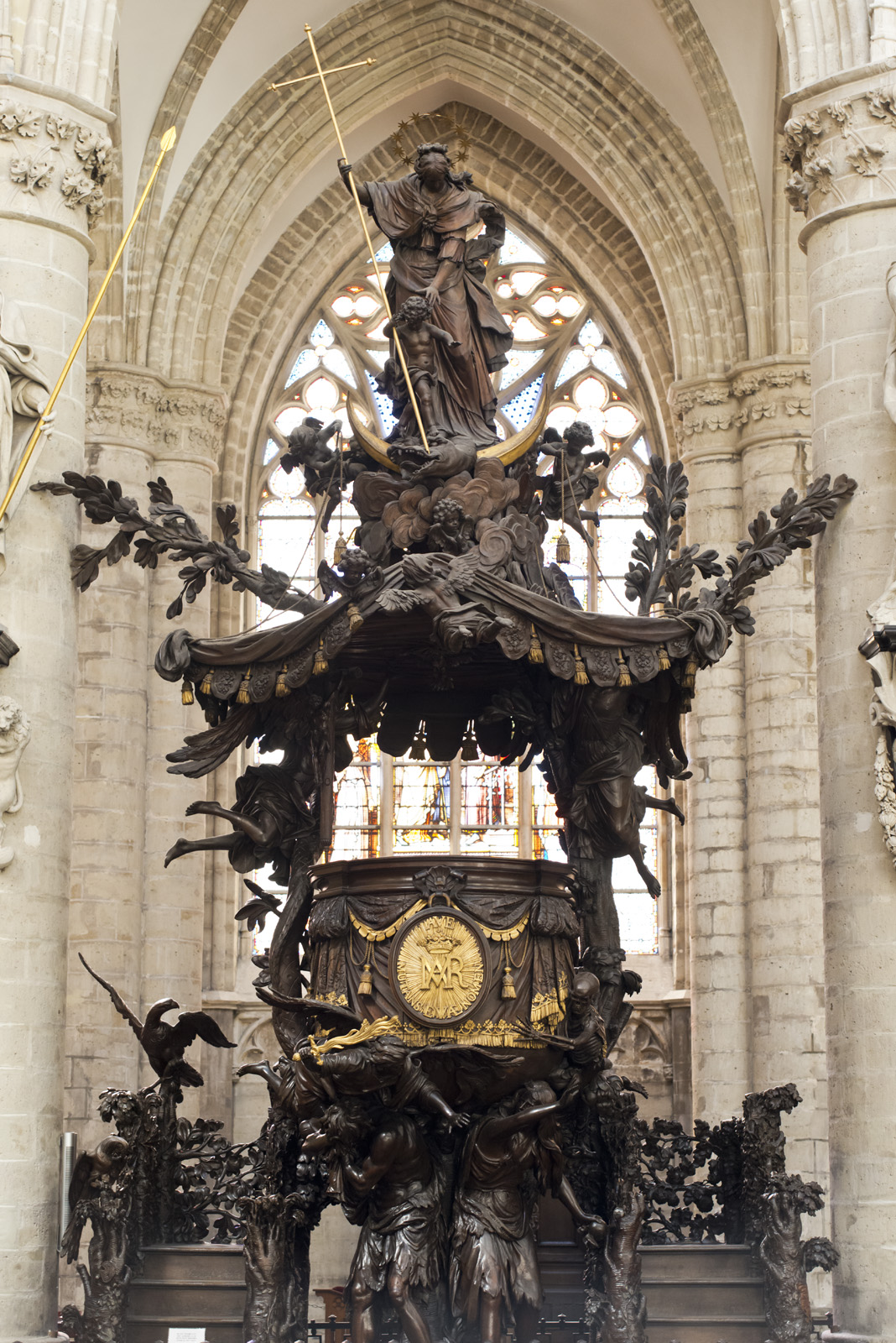
Кафедра Собора Святых Михаила и Гудулы. 1696—1699. Брюссель
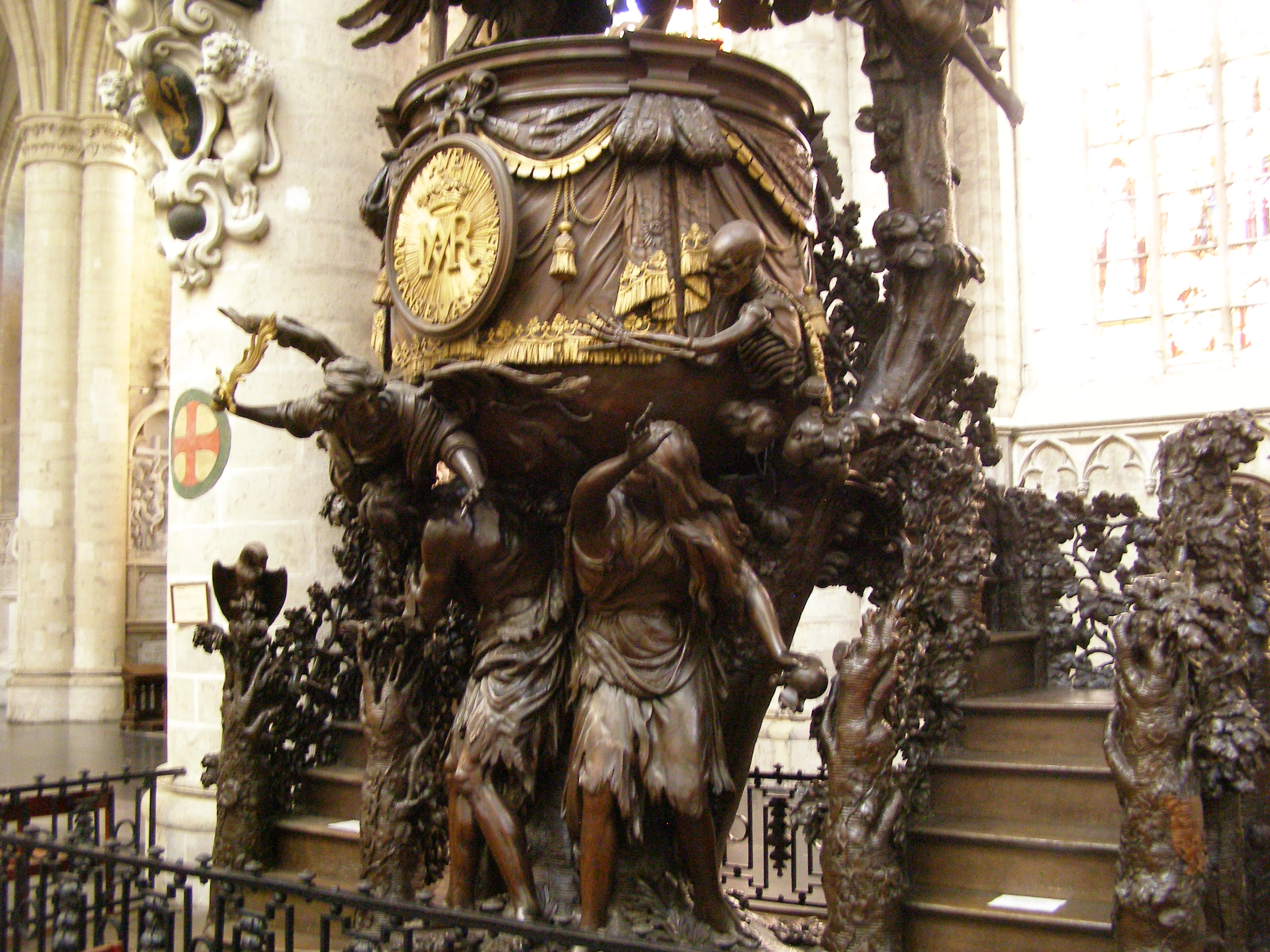
Деталь кафедры
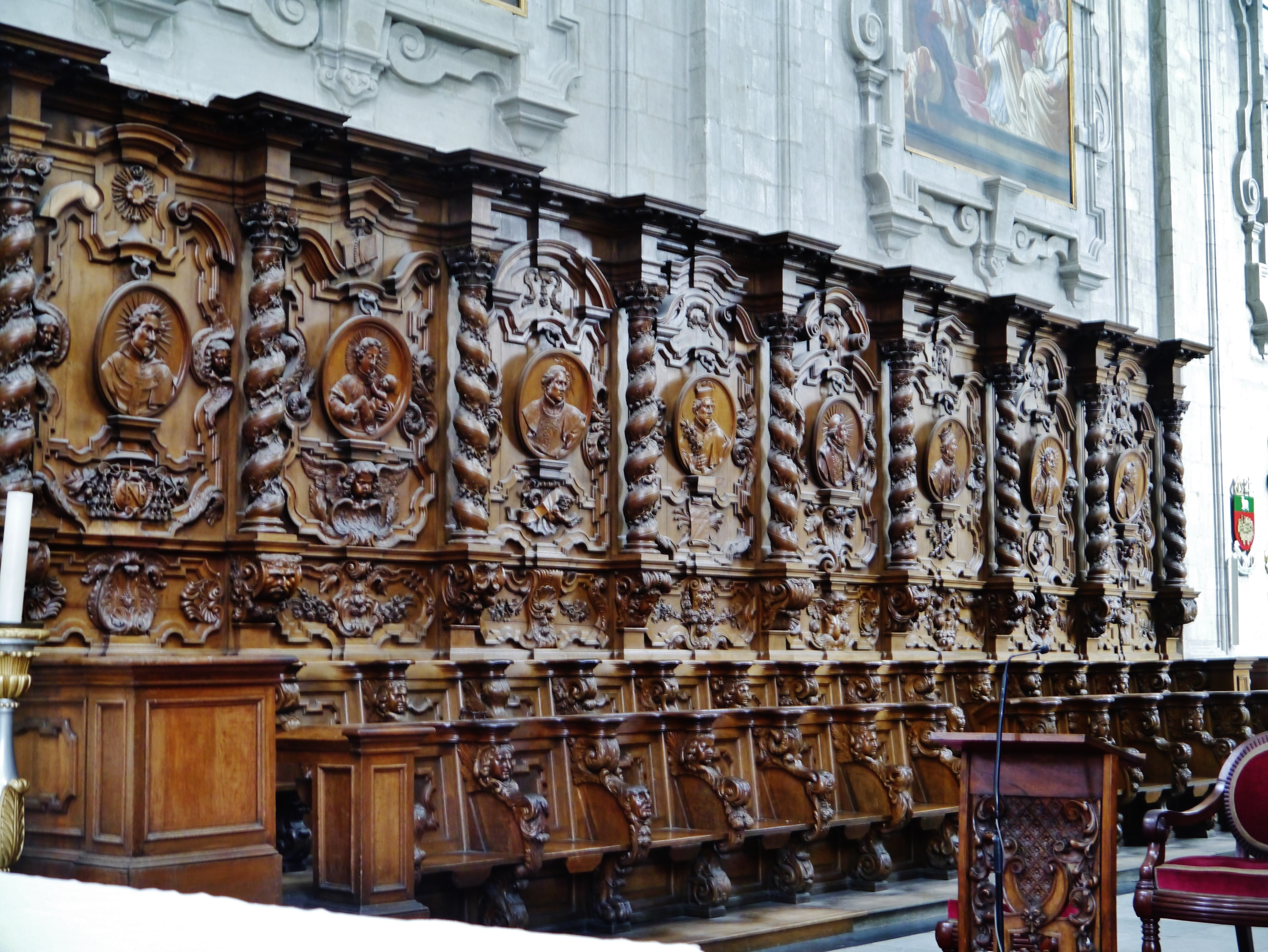
Кресла хора базилики Святого Серватия. Гримберген, провинция Фламандский Брабант, Бельгия
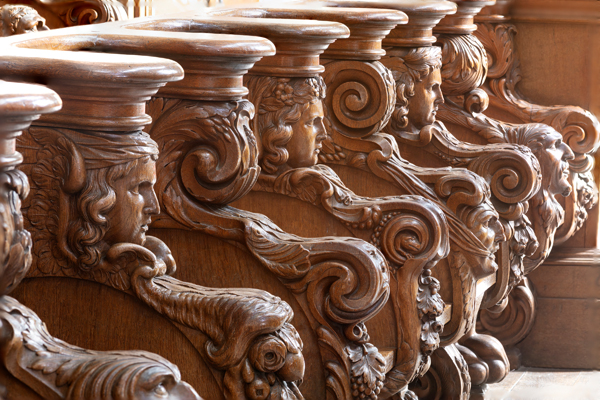
Детали резьбы
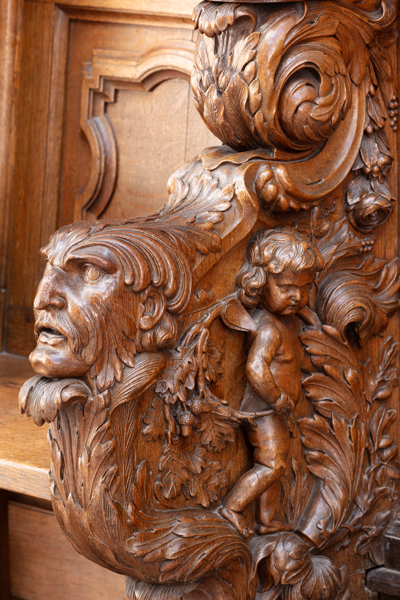
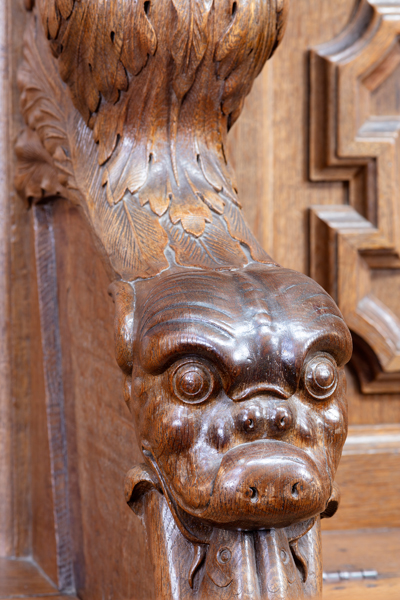
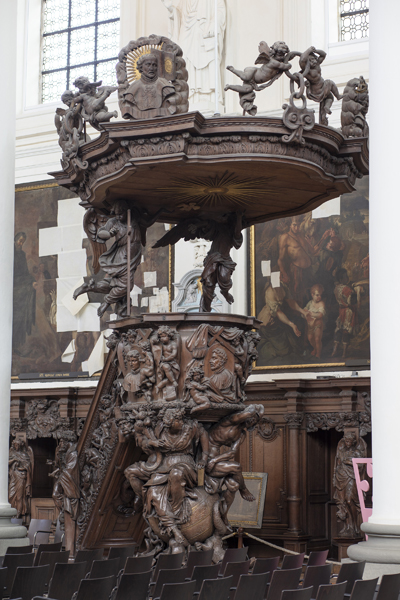
Приходская церковь святых Петра и Павла, Мехелен. Кафедра. Около 1700
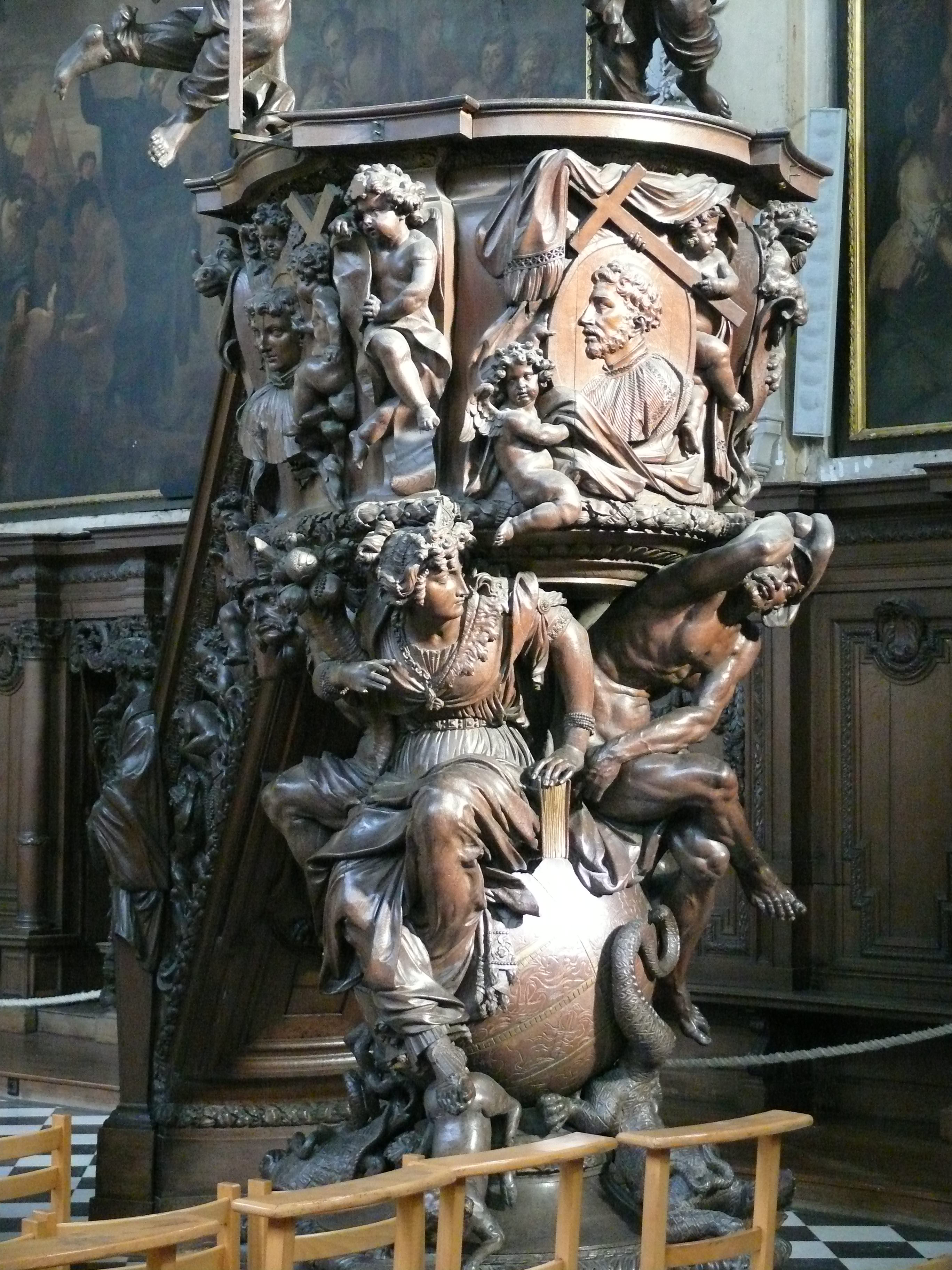
Кафедра. Деталь
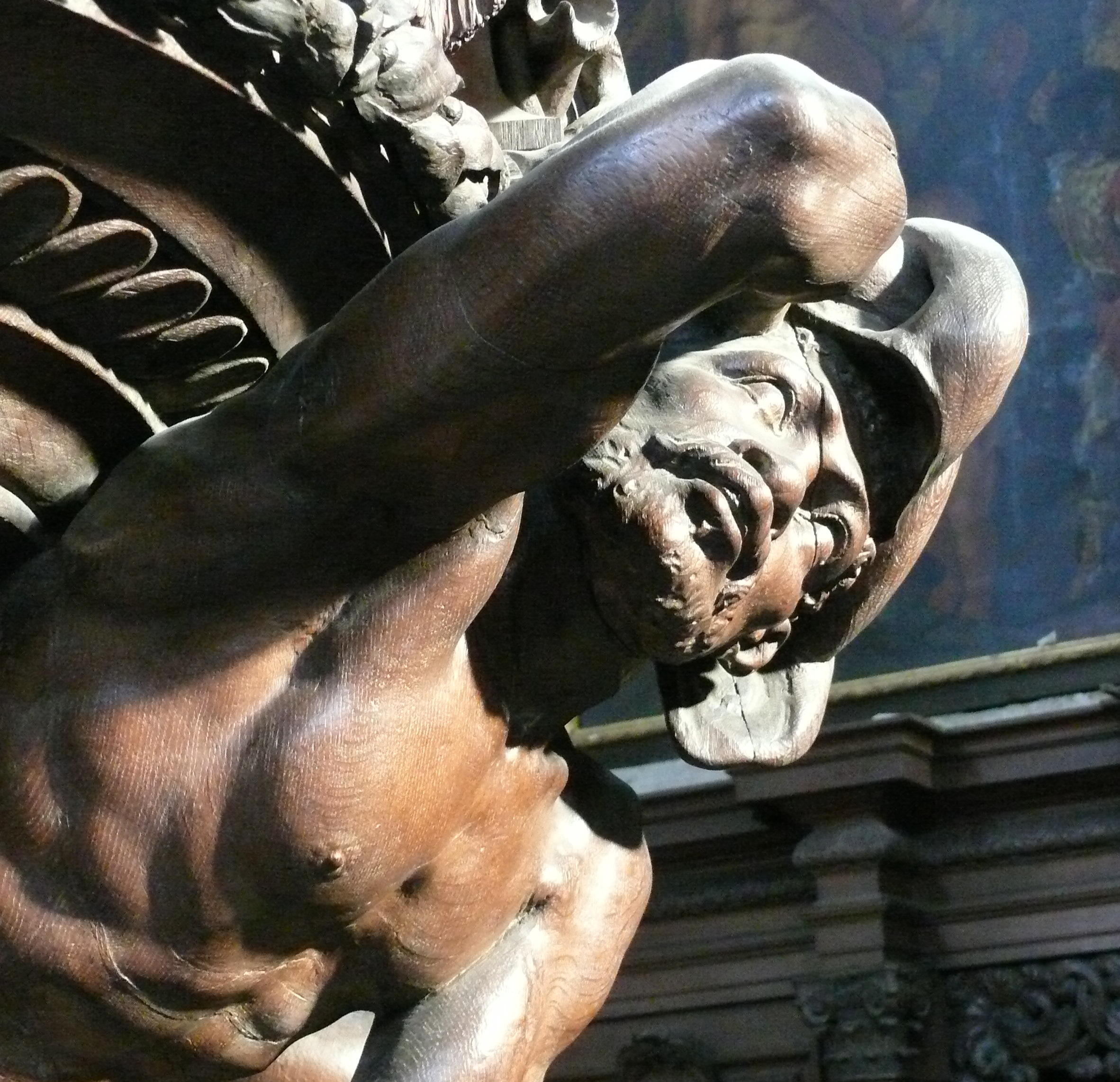
Детали резьбы
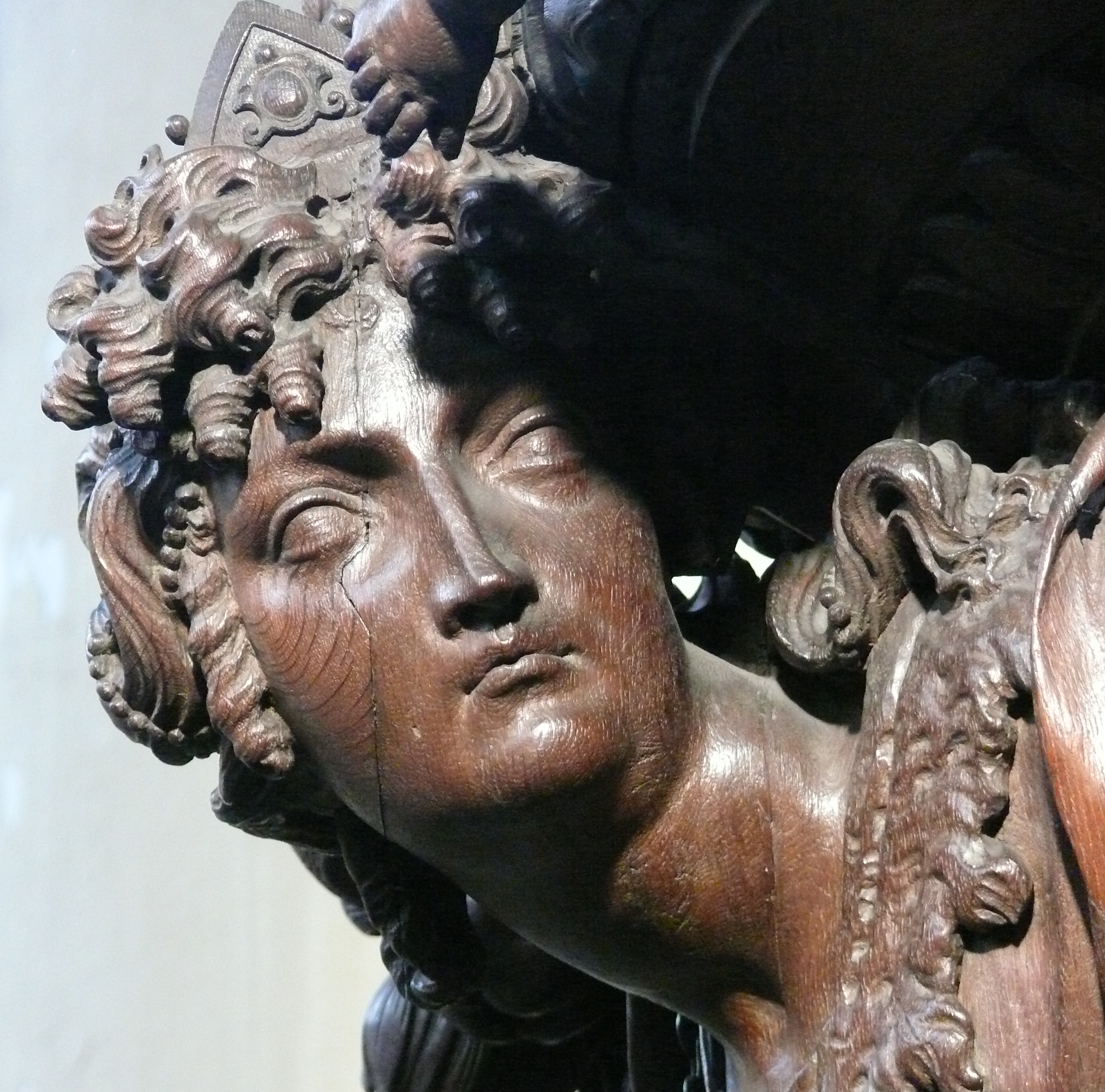
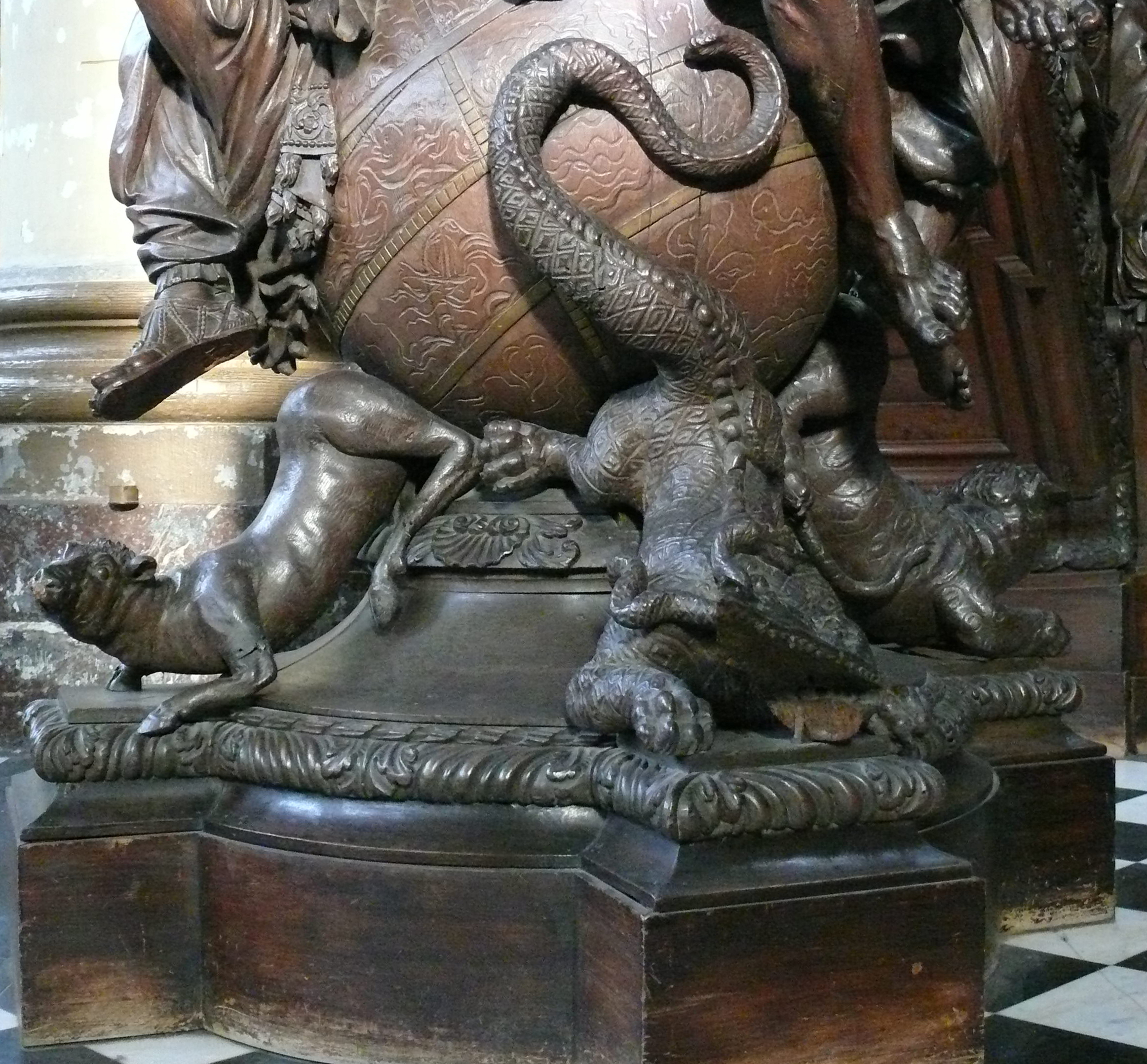
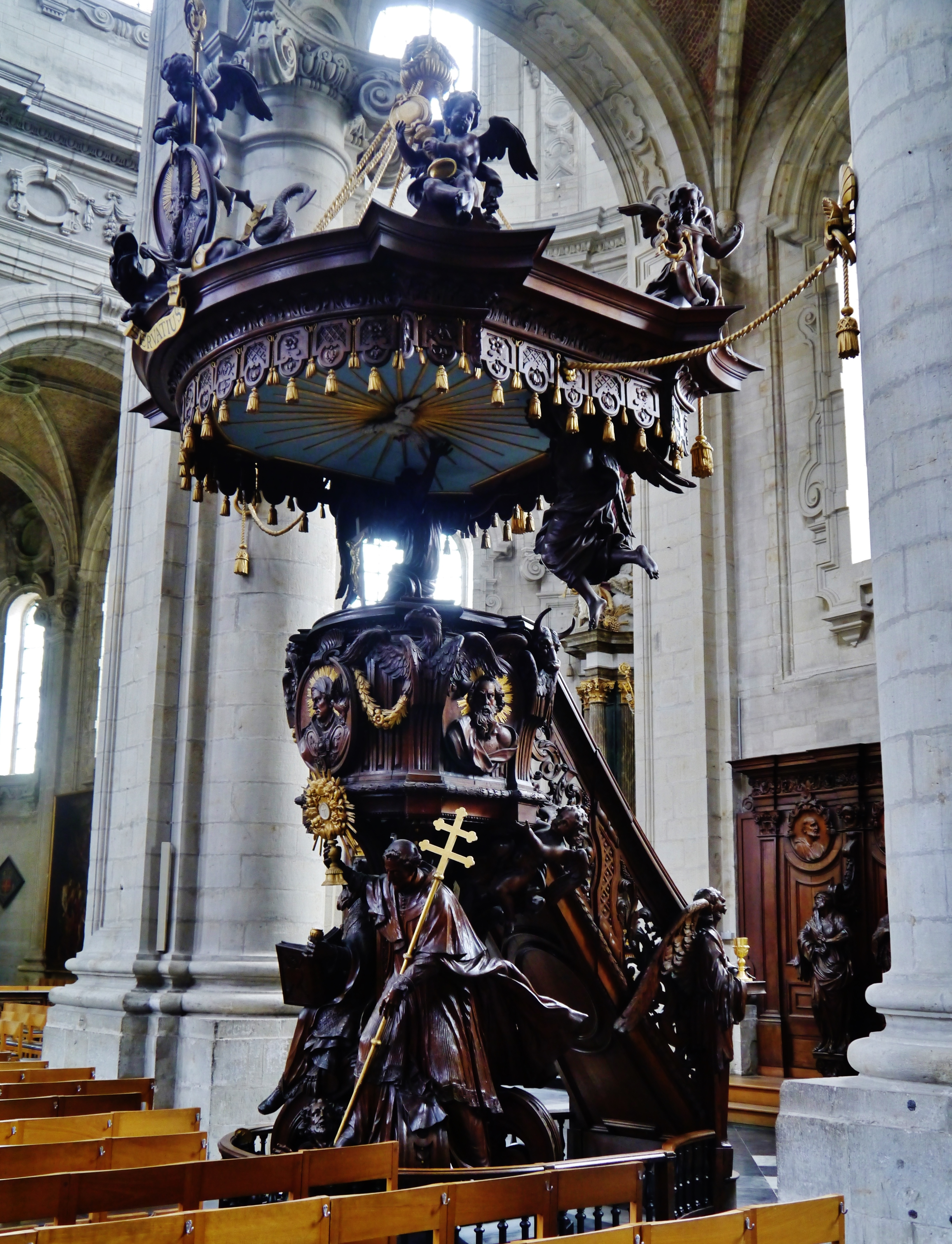
Кафедра базилики Святого Серватия. Гримберген
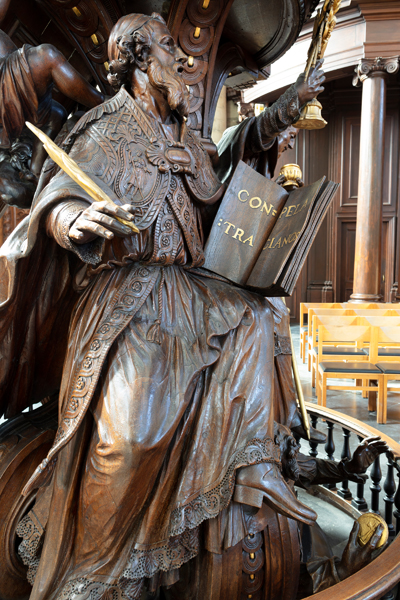
Деталь кафедры